# Victor Prosch
Ferdinand Victor Alphons Prosch (25 novembre 1820 - 29 juillet 1885) est un biologiste, malacologue et médecin danois. Il a été prospecteur pour le Museum of Zootomy de Copenhague.
En 1962, Muus a nommé le Bathypolypus arcticus proschi est son honneur.

## Biographie
- en danois